# Plavna
Plavna (kyrillisch: Плавна) ist ein Dorf in der Opština Negotin und im Bezirk Bor im Osten Serbiens.

## Geschichte und Name
Das Dorf entstand im Laufe des 16. Jahrhunderts aus einigen damaligen Bauernhöfen und hieß damals Turija i Zamna. Heute sind Turija und Zamna die beiden Teile des Dorfes.
In der Nähe befindet sich die Höhle Dudičeva pečina mit einer Länge von 2 km.

## Einwohner
Die Volkszählung 2002 (Eigennennung) ergab, dass 953 Menschen im Dorf leben.
Weitere Volkszählungen:
- 1948: 1.852
- 1953: 1.866
- 1961: 1.804
- 1971: 1.641
- 1981: 1.466
- 1991: 1.127